# Chevrolet Express
Chevrolet Express и GMC Savana — коммерческие автомобили производства General Motors, выпускаемые с 1996 года. Выпуск Chevrolet Express начался с 1995 года на заводе GM в Уэнтсвилле (США). В модельном ряду GMC есть аналогичный автомобиль — GMC Savana.
Автомобили предлагаются в версиях фургон и полноразмерный вэн, который способен перевозить от 8 до 15 пассажиров. С 2004 года на всех вэнах устанавливается ESP. Доступны бензиновые и дизельные двигатели объёмом от 4,3 до 6,6 литра. Автомобили оснащаются 4- и 6-ступенчатой АКПП. На выбор предлагается как задний, так и полный привод. Также доступны два варианта колёсной базы.
В июне 2014 года было объявлено о прекращении выпуска версии 1500. Ей на смену пришёл Chevrolet City Express.

## Первые поколение
В 1996 модельном году компания Chevrolet заменила Chevrolet Van серии G на Chevrolet Express (сохранив Chevrolet Van для грузовых фургонов). Это первый совершенно новый дизайн линейки полноразмерных фургонов General Motors с 1971 года. Модельный ряд предлагался в вариантах пассажирского и грузового фургона (последний первоначально сохранил название Chevrolet Van), при этом GMC заменил Vandura/Rally. с Саваной. Наряду с первым за 25 лет существенным изменением дизайна модельного ряда GM прогнозировала существенный рост сегмента полноразмерных автомобилей до конца 1990-х годов.

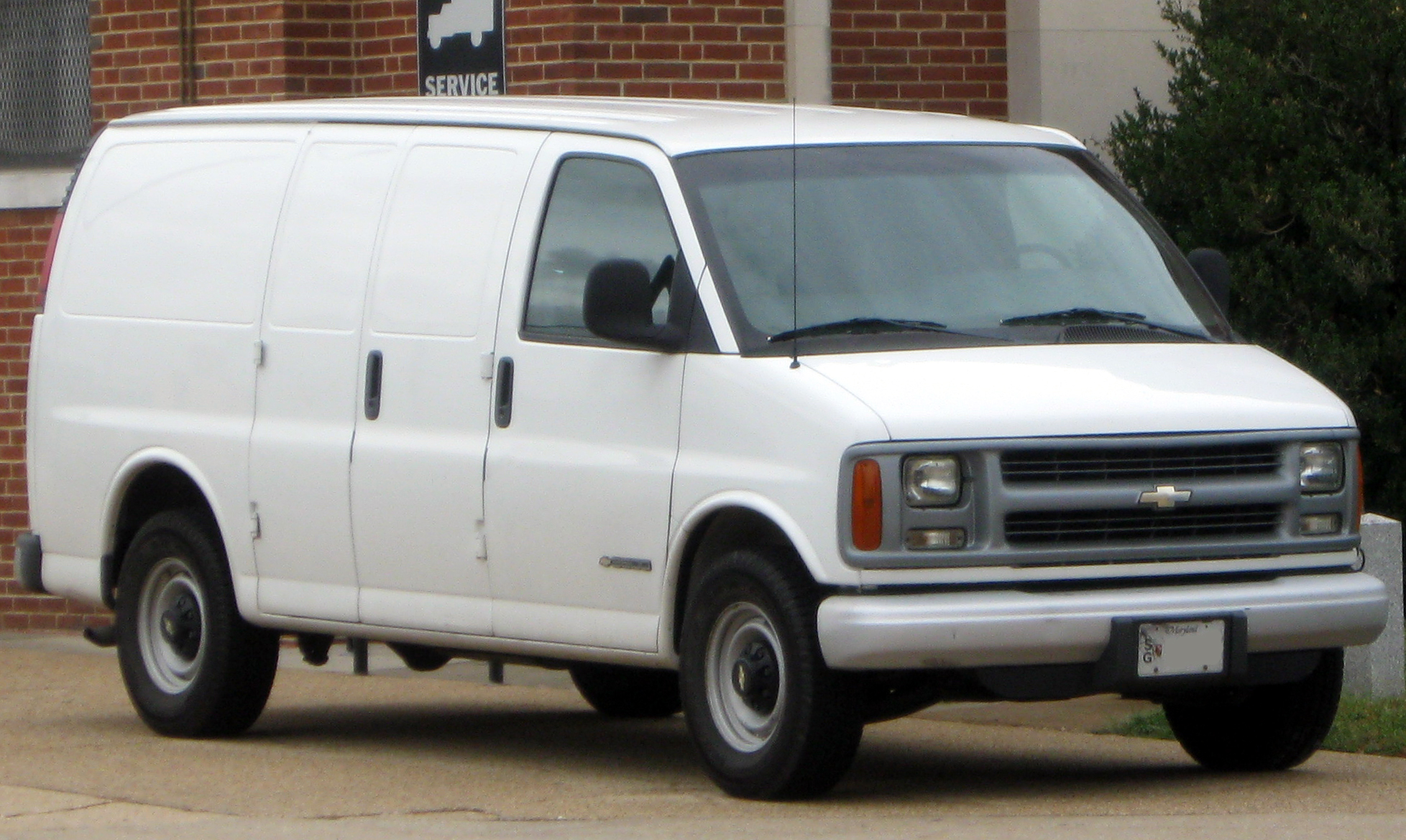
Chevrolet Express (1996–2002)

## Второе поколение
В 2003 году Chevrolet Express и GMC Savana получили новый внешний вид, более похожий на лёгкие грузовики платформы GMT800 и новые двигатели линейки LS. В 2004 году на пассажирские автобусы пришла система стабилизации Stabilitrak.

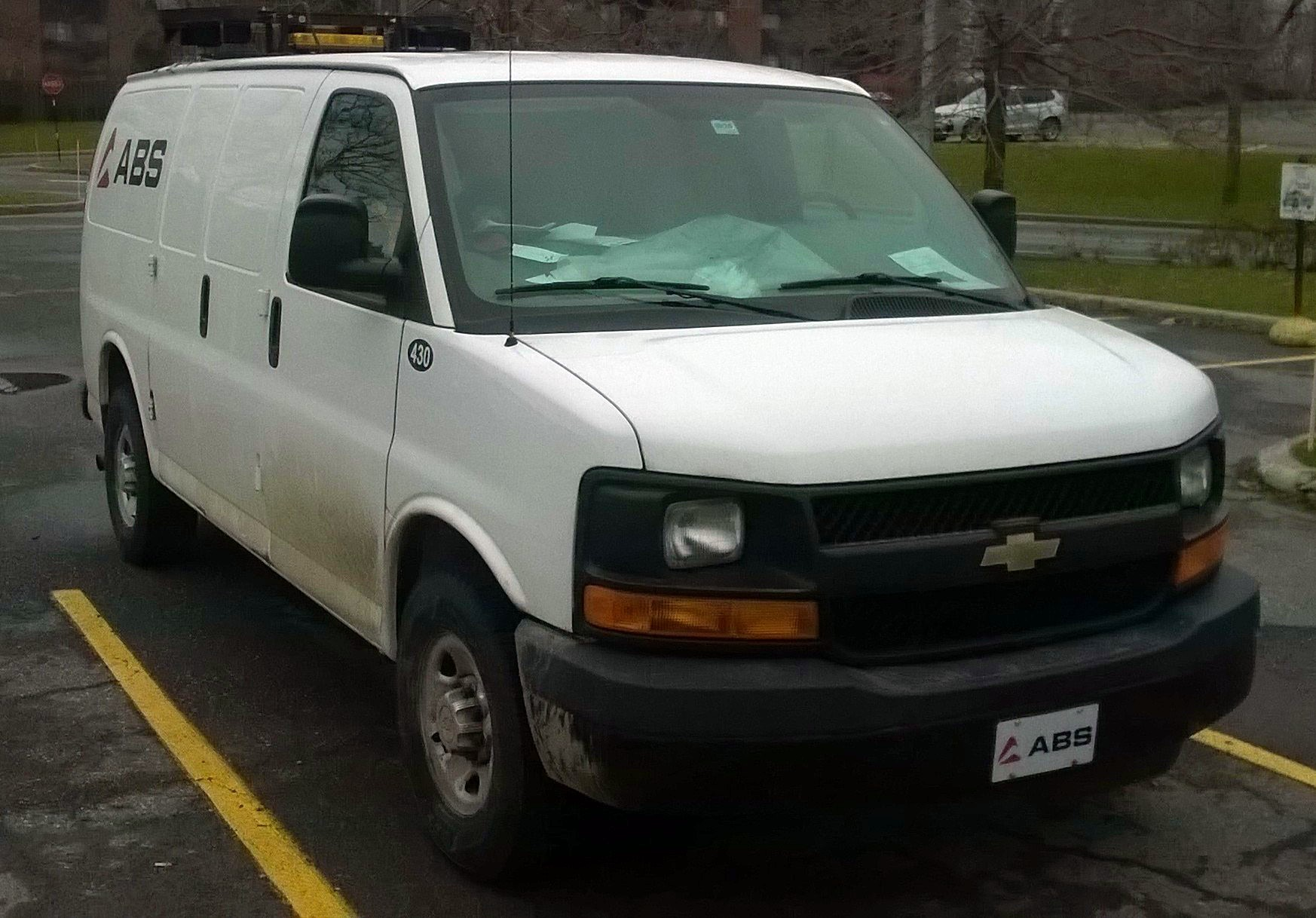
Chevrolet Express (2003–настоящее время)